# Aillant-sur-Milleron
Aillant-sur-Milleron – miejscowość i gmina we Francji, w Regionie Centralnym, w departamencie Loiret.
Według danych na rok 1990 gminę zamieszkiwały 302 osoby, a gęstość zaludnienia wynosiła 11 osób/km² (wśród 1842 gmin Regionu Centralnego Aillant-sur-Milleron plasuje się na 839. miejscu pod względem liczby ludności, natomiast pod względem powierzchni na miejscu 405.).